# (55772) Loder
(55772) Loder ist ein Asteroid des Hauptgürtels, der am 30. Dezember 1992 vom deutschen Astronomen Freimut Börngen an der Thüringer Landessternwarte Tautenburg (IAU-Code 033) im Tautenburger Wald in Thüringen entdeckt wurde.
Der Himmelskörper wurde am 10. November 2003 nach dem deutsch-baltischen Mediziner, Anatomen, Chirurgen und Leibarzt des russischen Kaisers Alexander I. Justus Christian Loder (1753–1832) benannt, dessen zwischen 1794 und 1803 entstandenes Hauptwerk Tabulae anatomicae die zu seiner Zeit bedeutendste systematische und vollständige Sammlung von Abbildungen des menschlichen Körpers war.